# Heaven Knows What
Heaven Knows What è un film del 2014 diretto da Josh e Benny Safdie.
Interpretato da Arielle Holmes, Caleb Landry Jones e Buddy Duress, è l'adattamento cinematografico del libro di memorie inedito della stessa Holmes Mad Love in New York City.

## Trama
New York. Harley, una giovane senzatetto dipendente dall'eroina, finisce in un ospedale psichiatrico dopo essersi tagliata le vene nel disperato tentativo di riconquistare il suo ragazzo Ilya, anch'esso un senzatetto tossicodipendente, con cui ha una relazione abusiva. Dopo la riabilitazione, Harley va a vivere da Mike, un piccolo spacciatore che aiuta economicamente elemosinando in giro per pagare l'affitto dell'appartamento in cui si fanno di eroina.
Nonostante non si frequentino più, Ilya rimane però sempre possessivo nei confronti di Harley: un giorno, le ruba il cellulare regalatole da Mike e lo usa per attirarlo in un parco, dove scoppia una rissa. Mike ha la meglio, ma Ilya, umiliato di fronte agli occhi di Harley, lo ferisce alle spalle con uno shuriken improvvisato. Mentre lo cura, Harley confessa a Mike di amare ancora Ilya, tornando poi a vivere per strada.
Una notte, Harley riceve una chiamata che l'avverte che Ilya è andato in overdose nel bagno di un fast food: la ragazza vi si precipita e lo salva. Riconciliatisi, i due si imbarcano su un autobus per Miami, dove cominciare una nuova vita. Tuttavia, mentre Harley sta dormendo, Ilya scende dall'autobus e la abbandona, addormentandosi poi in una casa abbandonata dove muore nell'incendio appiccato accidentalmente da alcune candele che aveva acceso.
Harley si sveglia la mattina seguente e, non trovando più Ilya sul bus, torna a New York, dove ritrova Mike e altre sue vecchie conoscenze.

## Distribuzione
Il film è stato presentato in anteprima il 29 agosto 2014 alla 71ª Mostra internazionale d'arte cinematografica di Venezia, nella sezione Orizzonti.
È stato presentato in anteprima negli Stati Uniti il 2 ottobre 2014 al New York Film Festival, prima di essere distribuito nelle sale cinematografiche da RADiUS-TWC a partire dal 29 maggio 2015. In Francia, il film è stato presentato in anteprima l'11 giugno dello stesso anno al Champs-Élysées Film Festival e distribuito nelle sale cinematografiche da Carlotta Films a partire dal 3 febbraio 2016.

## Riconoscimenti
- 2014 - Mostra internazionale d'arte cinematografica di Venezia[7][8]
  - Premio CICAE
  - In concorso (Orizzonti)
- 2016 - Independent Spirit Awards[9]
  - Candidatura per il miglior montaggio a Benny Safdie, Ronald Bronstein
  - Candidatura per il premio John Cassavetes a Josh e Benny Safdie, Ronald Bronstein, Oscar Boyson e Sebastian Bear-McClard
- 2015 - Gotham Awards[10]
  - Candidatura per il miglior film
  - Candidatura per il miglior interprete emergente a Arielle Holmes
- 2014 - Tokyo International Film Festival[11]
  - Grand Prix
  - Miglior regia a Josh e Benny Safdie